# 熊谷市立図書館
熊谷市立図書館（くまがやしりつとしょかん）は、埼玉県熊谷市が設置・運営する公共図書館の総称である。熊谷市立熊谷図書館、熊谷市立妻沼図書館、熊谷市立大里図書館、熊谷市立江南図書館の4図書館、熊谷駅前分室の1分館を設置している。
なお、熊谷市内には埼玉県立熊谷図書館も立地している。

## 沿革

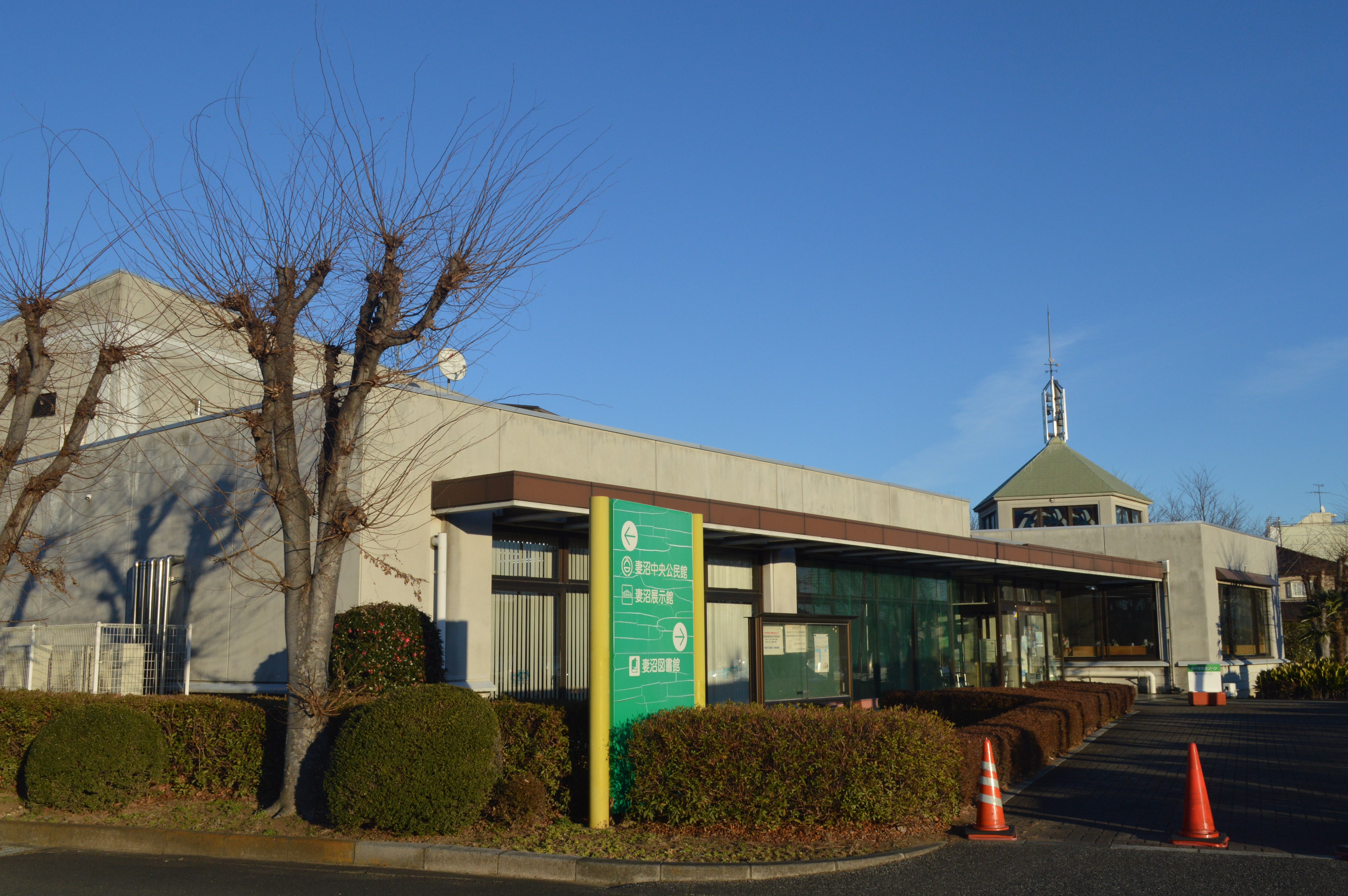
妻沼図書館

### 旧・熊谷市
- 1911年（明治44年）10月 - 私立熊谷図書館が開館[1]。
- 1912年（明治45年）4月 - 私立熊谷図書館が大里郡熊谷町に移管されて熊谷町立図書館に改称[1]。
- 1933年（昭和8年）4月 - 熊谷町が市制施行して熊谷市が発足し、熊谷市立図書館に改称[1]。
- 1948年（昭和23年）4月 - 熊谷市に埼玉県立図書館熊谷分館が併置される[1]。
- 1979年（昭和54年） 11月 熊谷市立文化センターが開館。熊谷市立図書館が文化センター内に移転[1]。
- 1999年（平成11年）4月 - 旧大里郡の自治体に対して広域利用を開始[1]。

### 新・熊谷市
- 2004年（平成16年）10月1日 - 熊谷市（旧）・大里郡妻沼町・大里郡大里町が合併、熊谷市を新設。旧自治体設置から引き継いだ図書館をそれぞれ熊谷市立熊谷図書館、熊谷市立妻沼図書館、熊谷市立大里図書館に改称し、総称として熊谷市立図書館の名称を用いる。[2]
- 2006年（平成18年）7月1日 - 熊谷駅に熊谷市立熊谷図書館熊谷駅前分室を開館。熊谷駅周辺における風俗店の進出抑制（埼玉県条例に基づく）のために設置された。
- 2007年（平成19年）2月13日 - 熊谷市が大里郡江南町を編入。江南町立図書館が熊谷市立江南図書館に改称。

## 図書館一覧
| 図書館名称              | 所在地/最寄駅・バス停 | 開館時間                           | 休館日 |
| ----------------------- | --- | ---------------------------------- | --- |
| 熊谷図書館              | 桜木町二丁目33番地2 （熊谷市立文化センター 1・2・3階） 熊谷駅（南口） ／ゆうゆうバス直実号 文化センター前停留所                                           | 9時 - 19時 土・日・休日は 17時まで | 月曜日（国民の休日の場合は、次の平日） 第1金曜日（国民の休日の場合は、第2金曜日） 国民の休日の週内翌平日 特別整理期間（年間14日以内） 年末年始（12月28日〜1月4日） |
| 熊谷図書館 熊谷駅前分室 | 筑波二丁目82番地 SJビル3 （熊谷駅前防犯センター 安心館 2階） 熊谷駅（北口）                                                                               | 13時 - 21時                        | 1月1日〜1月3日 |
| 妻沼図書館              | 妻沼東一丁目1番地（妻沼中央公民館・妻沼展示館敷地内） ゆうゆうバスグライダー号・ムサシトミヨ号 妻沼中央公民館入口停留所 ／朝日バス ニュータウン入口停留所 | 9時 - 17時                         | 月曜日 毎月末日または月末日に近い日 国民の休日（11月3日を除く） 特別整理期間（年間14日以内） 年末年始（12月28日〜1月4日）                                          |
| 大里図書館              | 津田1番地1（大里体育館隣接） ゆうゆうバスひまわり号 大里行政センター停留所                                                                                | 9時 - 17時                         | 月曜日（国民の休日の場合は、次の平日） 第1金曜日（国民の休日の場合は、第2金曜日） 国民の休日の週内翌平日 特別整理期間（年間14日以内） 年末年始（12月28日〜1月4日） |
| 江南図書館              | 千代325番地1（ピピア敷地内・江南公民館併設） ゆうゆうバスほたる号 江南行政センター停留所 ／国際十王バス 大沼公園停留所                                    | 9時 - 17時                         | 月曜日（国民の休日の場合は、次の平日） 第1金曜日（国民の休日の場合は、第2金曜日） 国民の休日の週内翌平日 特別整理期間（年間14日以内） 年末年始（12月28日〜1月4日） |

### 展示室
熊谷図書館3階は、展示室のフロアとなっており、企画展示を行う美術展示室と、熊谷の歴史を常設展示する郷土資料展示室が設置されている。

### 移動図書館
「さくら号」と名付けられた車両を用いて移動図書館を行なっている。旧熊谷市立図書館の移動図書館車がそのまま継承されたもので、拠点も熊谷図書館となっている。熊谷市内の一部公民館中心としたステーションを巡回する（かつては小学校を中心としていた）。

### 予約受取所
「熊谷文化創造館予約受取所」が、熊谷文化創造館(さくらめいと)に設置してある。各図書館で予約した資料の受取場所に指定されており、総合事務所入口にある警備員室に業務を委託している。さくらめいとの開館日は13時から21時、閉館日は13時から17時まで。年末年始は利用不可。

### ブックポスト
「籠原駅前ブックポスト」が、熊谷市役所籠原駅連絡所前に設置してある。毎日24時間返却可能（年末年始12月29日-1月3日間を除く）。週4日（火・木・土・日）、熊谷図書館が回収・返却受付処理を行っている。妻沼・大里・江南図書館にて貸し出された視聴覚資料は返却できない。
熊谷文化創造館(さくらめいと)の北側「総合事務室入口・月のホール搬入口」にもブックポストが設置されている。江南図書館が回収・返却受付処理を行っている。本・雑誌用と視聴覚資料用の2つが設置されている。
各図書館にも時間外返却用ブックポストが設置してある。

## 利用者カードの作成
図書館サービスのうち、蔵書資料の貸出や予約などには予約者カードが必要となる。このカードを利用して、インターネット上での蔵書検索・予約が可能になっている（旧熊谷市時代に導入）。

## 協定図書館
熊谷市内に在住・在勤・在学であれば、以下の協定図書館の利用も可能である。

### 大里広域利用協定図書館
- 深谷市立図書館
  - 深谷図書館
  - 川本図書館
  - 花園図書館
  - 岡部図書館
- 寄居町立図書館

### 隣接利用協定図書館
- 行田市立図書館
- 鴻巣市立図書館
  - 鴻巣中央図書館
  - 吹上図書館
  - 川里図書館
- 吉見町立図書館
- 東松山市立図書館
  - 東松山市立図書館
  - 高坂図書館
  - なしの花分室
- 滑川町立図書館
- 知識の森嵐山町立図書館